# ایستگاه متروی دانشگاه تبریز
ایستگاه متروی دانشگاه تبریز یکی از ایستگاه‌های متروی تبریز است که در میدان دانشگاه در بلوار ۲۹ بهمن تبریز واقع شده‌است. این ایستگاه، ایستگاه شمارهٔ ۷ خط یک است. این ایستگاه در ۲۲ شهریور ۱۳۹۶، مورد بهره‌برداری قرار گرفت.

## مشخصات
ایستگاه متروی دانشگاه تبریز در میدان دانشگاه و در خط یک متروی تبریز قرار گرفته و از نوع عمیق است. مساحت کل ایستگاه ۸۳۱۹ متر مربع و دارای ۲ طبقه و ۲ ورودی است.